# Limonia nemoralis
Limonia nemoralis là một loài ruồi trong họ Limoniidae. Chúng phân bố ở miền Cổ bắc.